# هيروشي كوروكي
هيروشي كوروكي (باليابانية: 黒木博) هو سياسي ياباني، ولد في 10 فبراير 1907 في اليابان، وتوفي في 24 ديسمبر 2001 بسبب ذات الرئة.